# Rossmoyne (Ohio)
Rossmoyne é um lugar designado pelo censo localizado no condado de Hamilton no estado estadounidense de Ohio. No Censo de 2010 tinha uma população de 2.230 habitantes e uma densidade populacional de 1.456,87 pessoas por km².

## Geografia
Rossmoyne encontra-se localizado nas coordenadas 39° 12′ 52″ N, 84° 23′ 19″ O. Segundo o Departamento do Censo dos Estados Unidos, Rossmoyne tem uma superfície total de 1.53 km², da qual 1.53 km² correspondem a terra firme e (0%) 0 km² é água.

## Demografia
Segundo o censo de 2010, tinha 2.230 habitantes residindo em Rossmoyne. A densidade populacional era de 1.456,87 hab./km². Dos 2.230 habitantes, Rossmoyne estava composto pelo 86.14% brancos, 8.83% eram afroamericanos, 0.36% eram amerindios, 1.93% eram asiáticos, 0.22% eram insulares do Pacífico, 0.45% eram de outras raças e o 2.06% pertenciam a duas ou mais raças. Do total da população 1.66% eram hispanos ou latinos de qualquer raça.